# مجموعات الابتكارات
مجموعات الابتكارات (COI) في عام 2015 تم تعريف مجموعات الابتكارات بأنها نقاط اقتصادية ساخنة عالمية حيث تولد التقنيات الجديدة بمعدل مذهل وحيث تعزز مجموعات رأس المال والخبرة والموهبة تطوير صناعات جديدة وطرق جديدة لممارسة الأعمال.

## المفهوم
مفهوم مجموعات الابتكارات (COI) هو تطور للمفهوم الأصلي عمل تجاري الذي أقترحه مايكل بورتر في عام 1990 على أنها مجموعات قريبة جغرافيا من الشركات المترابطة والمؤسسات المرتبطة بها في مجال معين.
الفرق الأكثر وضوح هو مصطلح ابتكار، الذي لم يكن موجود في عام 1990، على الرغم من أنه مفهوم ضمني لأن الشركات والكيانات الأخرى داخل النظام البيئي وعلاقاتها تحفز تطوير التكنولوجيات الجديدة وتسريع التعلم. كان تركيز بورتر على الميزة التنافسية التي تحققت من خلال سهولة الوصول إلى المهارات والموردين والعملاء، المعلامات المتخصصة، المنتجات، الخدمات التكاميلية مما يؤدي إلى انخفاض التكاليف والجودة العالية. في مفهوم بورتر «التجانس الصناعي» هو جانب حاسم للتمييز بين المجموعات، مثل الأزياء الجلدية والنبيذ والإلكترونيات الدقيقة.
مجموعات الابتكارات (COI) تجمع بين المفهوم السابق لعمل التجاري مع النتائج الجديدة والأدوات التحليلية لفهم أفضل لمستوى ديناميكية بعض المجموعات بشكل أفضل، فوق الكل وادي السيليكون، لا يزال يظهر استمرار انبثاق الشركات الناشئة، التوليد المستمر للأفكار والحلول وتزهر المزيد من المجالات الصناعية داخل مجموعة.

## المميزات
مجموعات الابتكارات (COI) هو«نظام بيئي خاص» يتوقف على العلاقة المتبادلة بين عدد من العوامل:

### التعاون مع المؤسسات التعليمية والبحثية
يمكن للمؤساسات التعلمية والبحثية، لاسيما الجامعات، تعزيز الأبتكار كمراكز للإنشاء المعرفة ونشرها وتزويد الشركات بخبرة قيمة، وكونها مصدرًا للأنشطة الريادية ورجال الأعمال التي تولدها هذه الأنشطة.
تعزز الجامعات ثقافة ريادة الأعمال من خلال تعزيز الأبداع والتجريب والمخاطر وقبول فشل الأعمال في وادي السيليكون لعبت كل من الجامعات المحلية ستانفورد وبيركلي دورا رئيسيا. عميد جامعة ستانفورد فريدريك إيمونز تيرمان كان نشطا جدًا في تعزيز مبادرات ريادة الأعمال، من خلال تقديم الدعم والتعاون والتواصل، وأيضًا في الاضطلاع بأنشطة تجارية مباشرة. قرارت جامعة سانفورد في عام 1951 بفتح منتزه ستانفورد للأبحاث كان معلماُ بارزاُ في تطوير وادي السيليكون ومنح العديد من الشركات الفرصة للاستقرار في بيئة محفزة ومزدهرة.كان بيركلي أكثر تفانيًا لإنتاج أبحاث وتعليم عالي الجودة مما أدى إلى إنشاء جيل جديد من رواد الأعمال مثل مؤسسي إنتل.

### الدعم من المؤسسات العامة
و على الرغم من أن الأبداع البارع لتجمعات الأعمال التجارية قد ثبت في كثير من الأحيان فشله فإن المؤسسات العامة ساهمت إلى جانب البرامج والسياسات على الصعيد الوطني بشكل كبير في تطوير التجمعات المحلية من خلال تدبير مختلفة مثل توفير الموارد والاستثمارات والتكليف. 
تظهر الأبحاث أن الدعم القادم من المؤسسات الحكومية والعامة يمكن أن تخذ شكل أفضل، في بعض الحالات كان تأثير المؤسسات العامة على المجموعات غير مباشر، على سبيل المثال ساعدت استثمارات وزارة الدفاع الأمريكية في وادي السيليكون على تطوير الأولي لصناعة الإكترونية الناشئة.وفي حالات أخرى كانت المؤسسات العامة أكثر نشاطاً إما عن طريق تعزيز نمو المجموعات القائمة، أو من خلال تطوير الهياكل الأساسية، وتمويل الجامعات، وتقديم المنح والقروض، أو عن طريق تحويل وتجهيز منطقة جغرافية لاستضافة مجموعة جديدة كما هو الحال على سبيل المثال في برشلونة حيث إنشاء منطقة الأعمال التجارية 22@ كان نتيجة لتجديد حضري واسع النطاق لحي بوبلينو. 

### الحصول على التمويل
وتبين أمثلة كثيرة أن النظام المالي التقليدي الموجه نحو المصارف يشكل عائقاُ شديداً أمام تنطيم المشاريع الأبتكارية لأنه يميل إلى النفور الشديد من المخاطر وتحتاج مجموعات الابتكار إلى لاعبين يساعدون في ترجمة الابداع إلى ابتكار تجاري، وهو ما يعني من ناحية التركيز على الفرص بدلاً من الاستثمار الاًمن، ومن ناحية أخرى تزويد الشركات بدعم الأعمال التجارية هذا النموذج يصف كيف شركات رأس المال الاستثماريه ترعى العديد من أنشطة التنظيم المشاريع لمجموعة الأعمال التجارية. 

### حضور الشركات متعددة الجنسيات
على الرغم من صورتها القوية التي تلقي بظلالها على جهات الدفع الصغيرة غالبًا ما تقدم الشركات متعددة الجنسيات مساهمة قيمة لمجموعة الأعمال من خلال التدريب والتطوير للعمال المحليين والشركات المنبثقة. تقلت هذه المساهمة موخرًا دفعة إضافية مع ظهور الابتكار المفتوح الذي يعزز الأفكار وتقاسم المعرفة كوسيلة لإحداث تحسين وتحقيق نتائج مربحة للجميع.

### الشبكات الشخصية
إن القرب الشديد بين مختلف الأطراف الفاعلة في مجموعة الابتكار يعزز تدفق التفاعلات التي تسهل جميع الأنشطة المرتبطة بريادة الأعمال مثل التوظيف والعرض، التمويل، وتطوير الأعمال التجارية. من بين عدة عوامل العنصرالذي كان محور اهتمام العديد من الباحثين ويرتبط ارتباطا وثيق مع الابتكار هو تبادل المعرفة. يقترح تحليل مثير للاهتمام لهذا المفهوم لتمييز بين «المعرفة الكونة» و «المعرفة المعمارية».
تشير المعرفة المكونة إلى أجزاء يمكن التعرف عليها من المنظمة ويمكن تقسيمها إلى مجالات مميزة، مثل الهندسة والتصميم، العلوم وما إلى ذلك هذه المعرفة من سهل نقلها.
المعرفة المعمارية هي معرفة الفريدة التي تطورها المنظمة لتنسيق النظام العام ودمج المعرفة المكونة لها وبما أن هذه المعرفة مرتبطة ارتباطا وثيقا بتاريخ المنظمة وهويتها، فإنها تميل إلى أن تظل خاصة ومع ذلك من خلال التفاعلات والاتصالات غير الرسمية لشركات داخل مجموعة تطوير المعارف المعمارية على مستوى المجموعة.  التي تشرف على جميع أوجه الترابط الخاص بهم وتسير هذه المعرفة نقل واستيعاب واستخدام المعارف المكونة فيما بين شركات المجموعة وفي الوقت نفسه تزيد من صعوبة وصول الشركات الخارجية إليها، ومن هذا القبيل تعجل بالابتكار داخل المجموعة وتوفر لها ميزة نحو المنافسين الخارجيين.

### القيم المشتركة ومواءمة المصالح
يصبح تكتل الشركات نظاما بيئيا عندما يتم وضع مجموعة من القواعد الرسمية وغير الرسمية المعترف بها. فا الأولى تابع للإخير لأنه يميل إلى عكس القيم ومدونات قواعد السلوك التي تحكم بصورة غير رسمية التفاعلات بين الجهات الفعالة في المنظومة. من الأمور الحاسمة لإنشاء وازدهار أنشطة تنظيم المشاريع ثقافة تشجيع المشاريع والمخاطر وتقبل فشل الأعمال التجارية. تطلب مجموعة الابتكار ميلاٌ أقوى نحو هذه القيم لأنها مفيدة في «توليد تكنولوجيات جديدة بمعدل مذهل» وبالمثل تحقق هذه الدرجة العالية من الدينامية في جو من الثقة والتفاعلات غير الرسمية والتعاون مصحوبا بمواءمة المصالح على الجميع المستويات في مستوى الشركات تصبح الطبقات الهرمية غير واضحة وكذلك الحدود بين الملكية والقوى العاملة وتشجع جميع الأطراف على المساهمة كوسيلة لتوليد الابتكار، وتصمم أليات لتعويض لهذا الغرض.يستعاض عن النظام الأجور والاستحقاقات التقليدي بتدبير مكافأة جديدة تشمل المشركة في رأس المال السهمي تسهل خطط خيارات الأسهم وتعزز التصور بالمسار المشترك بين المؤسسين والمدربين والموظفين وعلى مستوى الشركات المشتركة، فإن تطور الأهداف المنشودة إلى جانب رؤية العالمية لا تحبذ الشركات بين الموردين والعملاء والمعاملات التكملية فحسب بل أيضا التعاون الأفقي بين المنافسين الذين يستفيدون من مساهمة بعضهم البعض في إرساء الأسس لأفاق جديدة وأخيراً فإن الشركات والمستثمرين منحازون أيضاً. أصحاب رؤوس المال يغامرون ويتقاسمون مصير عملائهم ويزيدونهم بخبراتهم التجارية، وفي الوقت نفسه يضيفون المزيد من التحفيز من خلال إمدادات التمويل وغيرها من التدبير المالية.

### امكانية تنقل الأشخاص
يتطلب الابتكار حركة مستمرة للأشخاص الذين ينقلون مهاراتهم وخبراتهم ومعارفهم عبر الكيانات من الانتقال من بيئة إلى أخرى، على سبيل المثال من كونه يتعلم إلى عامل ومن عامل إلى منظم مشريع ومن منظم مشريع إلى رأس مال أستثماري وما إلى ذلك، وللحصول على كمية الطاقة والإبداع ومزيج المواهب اللازمة لتمكين المجموعة بحملة مبتكرة يجب أن يصاحب التنقل الداخلي تدفق للمواد الخارجية من مناطق جغرافية أخرى داخل البلد وخارجه. 

### كونها عالمية
يدل توظيف العمال الأجانب داخل المجموعة على أنفتاحه ولكنه لا يفسر عنصراً أخر مدرج في تعريف لجنة الاستثمار وهو: أن تكون عالمية. هذا يعني النظر إلى العالم كله كسوق منذ البداية على الرغم من الاستفادة من الظروف المحلية ولكنه يعني أيضاً التبادل الدولي للموارد وأوجه التأزر من خلال شبكاتNCOI) COI) التي تعرف بأنها "الروابط بين الأفراد والشركات، الجامعات، مراكز البحوث والمنظمات الأخرى في COI الموزعة جغرافيا.  قد تم تحديد ثلاثة أنواع من الروابط الدولية:
- الروابط الضعيفة: التفاعلات بين الأشخاص ذوي المصالح المشتركة أو الخلفية الثقافية.
- السندات المعمرة: روابط تجارية مستقرة بين الأفراد في COI مختلفة.
- الروابط التساهمية: الأفراد الذين يتصرفون في وقت واحد في مجموعتين أو أكثر ويعززون بالتالي تحقيق الأهداف المشتركة. [8]

#### مجموعة فائقة من الابتكار
من خلال الروابط التساهمية وعلاقات البعيدة المدى يمكن لمجموعتين أو أكثر الانخراط في مثل هذا التعاون الوثيق بحيث يمكن استيعابها في مجموعة واحدة أو «مجموعة فائقة من الابتكار» (Super-COI).  مثالان هما مجموعات وادي السيليكون -تايون ووادي السيليكون- إسرائيل. الأول هو نتيجة للاتصالات الاجتماعية والمهنية التي جلبها التايوانيون العائدون إلى ديارهم من وادي السيليكون وما يترتب على ذلك من تخصص للمجموعة التايوانية كشركة مصنعة للمنتجات شركات وادي السليكون. الثاني ينبع من الروابط التقليدية بين المجموعة الكبيرة من الموارد الهندسية والعلمية في الولايات المتحدة وإسرائيل مع التخصص اللاحق لإسرائيل حيث يستضيفه مركز R&D ويقدم الدعم لشركات وادي السيليكون.

## الآثار
قد لوحظت العوامل المذكورة بوصفها عناصر هامة لمجموعة الابتكار وهذا يمكن أن يوحي بأن تكرار هذه الشروط سيكون كافياً لإنشاء مجموعة ناجحة. في الواقع لا يوجد حل واحد يناسب الجميع هناك اختلافات اقتصادية وسياسية، ثقافية ومؤسسية كبيرة بين المناطق الجغرافية تؤثر بقوة على شكل المجموعات وتنميتها.
الالتزام الواضح والقوي بمباشرة الأعمال الحرة والابتكار لا يكفي بدون أرض خصبة فيما يتعلق بالهياكل الأساسية والتعليم والقيم الاجتماعية، النظام القانوني وما إلى ذلك.ولكن حتى عندما يبدو أن جميع الظروف الأساسية موجودة يمكن أن تكون هناك جوانب مححدة تعوق عملية التشكيل التلقائي لمجموعات الابتكار. فعلى سبيل المثال، كان أهتمام الحكومة في ألمانيا حتى التسعينات موجهاً أساساٌ نحو القطاع التقليدي وقد حال ذلك إلى جانب النظام المالي الموجه نحو البنوك وثقافة الميل المنخفض نحو المخاطر، دون نموذج وادي السليكون الداخلي ومنذ ذلك الحين تم اعتماد قدر كبير من التدابير للتغلب على هذه العقبات على الرغم من أن المسافة مع وادي السيليكون لا تزال كبيرة.
هناك المزيد من المواصفات لبناء مجموعة الابتكار الناجحه والعوامل المذكورة تلعب دور مهم إلى حد ما ومرحلة ما على الرغم من أن الجرعة تختلف ويمكن أن تكون مدخلات الجهات الفاعلة الخارجية، ولاسيما المؤسسات العامة، محورية كوسيلة لتوليد التكتلات وتنميتها، ولكنها لا يمكن أن تلغي القاعدة القائلة بأن الابتكار عملية من القاعدة إلى القمة.